# لواء درع الساحل
لواء درع الساحل هو مجموعة مسلحة تشكلت من بقايا الفرقة 25 من القوات الخاصة للجيش العربي السوري بعد سقوط نظام الأسد.

## التاريخ
تأسس لواء درع الساحل في 6 فبراير من عام 2025 على يد مقداد فتيحة، وهو عضو سابق في القوات الخاصة 25 والحرس الجمهوري، إلى جانب جنود آخرين، ونشر مقطع فيديو يظهر التأسيس ضد قيادة العمليات العسكرية والحكومة الانتقالية السورية والذي نشرته المقاومة الشعبية السورية. تأسس لواء الساحل بالقرب من جبال اللاذقية في محافظة اللاذقية لمقاومة الحكومة السورية الحالية بقيادة أحمد الشرع في تلك المنطقة. كما دعا العلويين والمؤيدين السابقين لبشار الأسد إلى "حمل السلاح" ضد أحمد الشرع رئيس سوريا الحالي وحكومته. أشار فتيحة في الفيديو إلى تأسيس لواء درع الساحل مع تصاعد انتهاكات الحكومة السورية الجديدة بقيادة أحمد الشرع بعد الاعتداءات على العلويين في مدن الساحل السوري، مؤكدا مسؤولية اللواء عن أي استهداف للقوات الحكومية السورية في الساحل وخارج الساحل السوري.
صرح فتيحة بأن "لواء درع الساحل سيتحمل مسؤولية أي عملية تتم ضد هيئة تحرير الشام في محافظة اللاذقية". ووفقًا لوسائل الإعلام التركية، كان فتيحة شبيحًا سيئ السمعة بسبب تورطه المزعوم في تجارة المخدرات والرشوة والاختطاف والقتل خارج نطاق القضاء في عهد نظام الأسد. ومن المرجح أن فتيحة استخدم الموارد والشبكات البشرية التي تم تطويرها في ظل نظام الأسد لتأسيس لواء درع الساحل.